# International Swaps and Derivatives Association
L'International Swaps and Derivatives Association (ISDA - Association Internationale des Swaps et Dérivés) est une organisation professionnelle regroupant des intervenants majeurs sur les marchés financiers dérivés de gré à gré, dont le but premier est de fournir des contrats standards de référence pour les transactions sur produits dérivés de gré à gré. Ce contrat type est appelé ISDA Master Agreement.

## Rôle
L'International Swaps and Derivatives Association (ISDA) a contribué à la standardisation des pratiques de marchés de gré à gré sur les produits dérivés, que ce soit sur les dérivés de taux, de change, d'actions, de crédit ou de matières premières. Depuis sa création, le rôle de l'ISDA a consisté à développer un ensemble de contrats de produits dérivés et à la reconnaissance juridique par les juridictions de ses membres du dispositif de close out netting (compensation-résiliation ou compensation avec déchéance du terme) inclus dans ses contrats et permettant de calculer le risque de contrepartie des transactions sur produits dérivés sur une base nette et non sur une base brute et de déroger au droit commun de la faillite, au motif d'éviter un risque systémique en cas de défaut d'une contrepartie. 
L’ISDA a pour objectif de faciliter et sécuriser les transactions sur produits dérivés par des moyens juridiques que sont sa documentation contractuelle et les avis juridiques élaborés par des cabinets d'avocats pour la plupart des pays afin de déterminer les conditions dans lesquelles les transactions sur produits dérivés peuvent être qualifiées de juridiquement valides et opposables.
Le rôle de l'ISDA est crucial dans le domaine des produits dérivés de gré à gré, exerçant de fait la fonction d'autorégulation dans une activité qui, jusqu'à la crise de 2008, était peu réglementé et qui depuis le sommet du G20 de Pittsburg a conduit à la mise en place d'une réglementation de ces activités afin de limiter les risques.
S'agissant des dérivés de crédit sous forme de credit default swaps, l'ISDA a permis une harmonisation de la définition d'un événement de crédit. Un paiement contingent de la part du vendeur de protection est déclenché lorsqu'il y a faillite, défaut de paiement, moratoire (délai de paiement) ou restructuration (prolongement de la durée de remboursement).
Comme organisation professionnelle, l'ISDA intervient activement auprès des différentes instances de régulation, en particulier auprès du Congrès américain et de la Commission européenne. L'ONG OXFAM l'a désigné en 2010 comme "pire lobbyiste" européen. 
Cette association d'intervenants de marchés est la seule à pouvoir concrètement décider qu'un pays est à considérer comme étant en défaut de paiement au regard des définitions contractuelles de sa documentation contractuelle de dérivés de crédit. La composition et le fonctionnement de ce comité ont été critiqués au moment de la crise grecque.  En 2018, l'ISDA a transféré le secrétariat de son comité de Détermination (aux fins de décider si un événement de crédit sur un émetteur 

## Composition
D'abord réservée aux banques, l'ISDA s'ouvre vers des membres plus diversifiés, en ce compris des courtiers, des fonds d'investissement, des entreprises industrielles et commerciales. Aujourd'hui composé de plus de 900 membres (selon trois catégories : Primary members, associate members et subsciber members) en provenance de 74 pays; sa gouvernance,  et en particulier son conseil d'administration, reste contrôlée par le secteur financier.

## Documentation contractuelle
L'ISDA a depuis plusieurs décennies fourni le cadre juridique et contractuel au développement des produits dérivés de gré à gré. Initialement conçue exclusivement pour fonctionner sous les droits de New-York ou d'Angleterre et du Pays de Galles, la documentation s'est ensuite ouverte à un fonctionnement sous droit japonais, et depuis le Brexit, sous droit irlandais et français, afin que les participants membres de l'Union européenne puissent disposer d'une documentation contractuelle sous l'un des droits de l'Union européenne. l'association des courtiers et entreprises d'investissement français AMAFI a rédigé un guide présentant les éléments d'appréciation de cette convention sous droit français.  
La documentation ISDA propose toute une série de conventions modèles. Son architecture comprend un contrat cadre (ISDA Master Agreement) et ses annexes selon les produits financiers (Master & Schedule) et des confirmations pour chaque opération, se rattachant au contrat cadre, le tout ne formant qu'un seul negotium. 

## Pratiques anti concurrentielle
En juillet 2013, la Commission européenne a fait part de son inquiétude quant à la possibilité de pratiques anticoncurrentielles de la part de l’ISDA et de Markit ainsi que de certaines des banques d’investissement qui en sont membres sur le marchés des dérivés de crédit sous forme de credit default swaps :
- en refusant d'octroyer des licences d'utilisation du prix final à des fins de négociation en bourse,
- en soumettant le prix final à un accord d'utilisation comportant des restrictions d'usage pour les produits négociés en bourse ou les transactions boursières, et
- en refusant d’octroyer des licences sur les indices CDX et iTraxx pour les produits négociés en bourse.

La Commission européenne avait ouvert une procédure antitrust relative au marché des CDS en mars 2011 et avait élargi le champ de son enquête à l'ISDA en mars 2013. En décembre 2015, la Commission a clos la procédure à l’encontre des banques, mais a poursuivi l’enquête visant l’ISDA et Markit.
Après consultation des acteurs du marché en 2016 et au regard des engagements pris par l'ISDA et Markit, la Commission européenne a considéré que la procédure pouvait être close sans poursuite dès lors que les engagements pris devenaient contraignants.

## La compensation des produits dérivés
En l'absence de chambre de compensation permettant de transférer le risque de contrepartie entre chaque intervenant sur celle-ci, les transactions sur produits dérivés s'additionnent comptablement les unes les autres jusqu'à leurs échéances. En conséquence de quoi, le montant nominal (notionnel) total en circulation des produits dérivés atteint des niveaux gigantesques (6 600 milliards en 2019). Ce montant correspond au total des transactions brutes et non au montant des transactions nettes, après compensations du risque via le mécanisme du close out netting (compensation-résiliation avec déchéance du terme). Il ne correspond donc pas au risque porté par les marchés financiers mais donne la mesure de volume des transactions. Ces transactions étant risquées, les institutions financières doivent immobiliser des fonds propres en face de chaque transaction pour couvrir le risque de défaut de la contrepartie. Pour éviter d'immobiliser des niveaux de fonds propres au regard du risque brut, le Comité de Bâle reconnait la possibilité pour ces institutions financières de calculer leurs besoins de fonds propres sur une base nette, c'est-à-dire sur une base compensée. A condition toutefois que le mécanisme de compensation soit reconnu comme efficace, y compris en cas de faillite de la contrepartie. 
Le calcul du risque de contrepartie (et ainsi le besoin de fonds propres pour les banques permettant de couvrir ce risque) est généralement effectué quotidiennement. Chacune des parties, ou l'une d'entre elles avec l'accord de l'autre, procède au calcul du risque net, c'est-à-dire de compensation virtuelle de toutes les transactions entre les deux parties sur la base de la valeur des produits dérivés de la veille. Selon le résultat de ce calcul, l'une des parties présente alors un solde net positif, et l'autre un solde net négatif. Cela revient à considérer que la valeur nette des transactions de l'une des parties est supérieure à la valeur nette des transactions de l'autre partie, et inversement. La partie qui présente un solde net négatif doit alors mettre en place une garantie - en titres ou espèces - sous forme d'un appel de marge, permettant de couvrir le risque du solde net en cas de défaut de sa part. Cette garantie est documentée par l'ISDA via un Collateral Agreement. Cette garantie peut prendre la forme d'une sûreté (nantissement sur titres) ou d'un transfert de propriété à titre de garantie. La mise en place de ce mécanisme de garantie déroge lui aussi au droit commun de la faillite.  
Pour œuvrer à l'harmonisation de la reconnaissance de la compensation-résiliation avec déchéance du terme (close out netting), l'ISDA promeut depuis 1996 un modèle de loi type permettant aux législateurs nationaux de disposer des instruments de mise en place d'une législation reconnue comme efficace en matière de compensation. La dernière version de cette loi type date de 2018.   
Afin d'harmoniser les conditions juridiques de compensation selon les différentes juridictions, l’organisation internationale Unidroit a élaboré des Principes concernant l'applicabilité des clauses de compensation-résiliation.

## EMIR
Lors du sommet du G20 de Pittsburg les pays membres se sont engagés à ce que  "tous les contrats de produits dérivés de gré à gré normalisés devront être échangés sur des plates-formes d’échanges ou via des plates-formes de négociation électronique selon le cas et compensés par des contreparties centrales d’ici la fin 2012 au plus tard. Les contrats de produits dérivés de gré à gré doivent faire l’objet d’une notification aux organismes appropriés (« trade repositories »). Les contrats n’ayant pas fait l’objet de compensation centrale devront être soumis à des exigences en capital plus strictes. Nous demandons au CSF et à ses membres d’évaluer régulièrement la mise en œuvre de ces mesures et de déterminer si celles-ci sont suffisantes pour améliorer la transparence sur les marchés des produits dérivés, atténuer les risques systémiques et assurer une protection contre les abus des marchés". Ces engagements ont été repris lors du sommet du G20 de Toronto en 2010 où les Etats membres ont pris l'" engagement d’échanger tous les contrats normalisés de produits dérivés hors cote sur des plates-formes d’échanges ou des plates-formes de négociation électronique, selon le cas, et d’assurer une compensation par des contreparties centrales, au plus tard à la fin 2012".  
À la suite de ces engagements, les États-Unis adoptèrent la loi Dodd-Frank et l'Union européenne mis en place le Règlement European Market Infrastructure Regulation (EMIR). Ce règlement prévoit trois obligations aux acteurs de marchés de produits dérivés :  
- l’obligation de recourir à une chambre de compensation au-delà de certains critères;
- l'obligation de transmettre toutes les informations relatives aux transactions à des centrales d'informations appelées Trade Repository ;
- La mise en place de techniques d’atténuation des risques pour les contrats dérivés de gré à gré non-compensés par une chambre de compensation.

Afin de faciliter les modifications contractuelles entre participants nées des obligations EMIR, l'ISDA a mis en place un protocole de négociation. 
L'ISDA a développé avec d'autres association professionnelles un guide des meilleurs pratiques en matière de reporting EMIR. L'ISDA propose aussi une méthode de classification des contreparties au regard de la taxinomie EMIR et des documents types permettant aux participants d'échanger des informations quant à la qualification des contreparties au regard ru règlement EMIR.

## Cas de la Grèce
Début novembre 2011, l'ISDA annonce que la décision d'un renoncement des institutions bancaires européennes à 50 % de la dette souveraine de la Grèce « ne constitue pas un évènement de crédit » et, par voie de conséquence, n'active pas le règlement des CDS. Ce choix, provoquant la colère d'une partie du milieu financier de Wall Street, a précipité la chute de son président Conrad Voldstad et la nomination, à sa place, de Robert Pickel, déjà président de l'association de 2001 à 2009. Devant la situation de plus en plus critique en Grèce, l'ISDA annonce finalement le 9 mars 2012 qu'un « évènement de crédit » a lieu sur la dette grecque et que celle-ci est en cours de restructuration. L'évènement de crédit sur la dette grecque doit donc donner lieu au paiement des fameux CDS, mettant en danger de nombreuses banques européennes.